# Groswatercultuur
De Groswatercultuur was een Paleo-Eskimo-cultuur die bestond in Newfoundland en Labrador van 800 tot 200 voor Christus. De cultuur was van Arctische oorsprong, en migreerde naar het zuiden na de achteruitgang van de Maritiem-Archaïsche mensen na de ijzertijd-koudeperiode van 900 v.Chr. Ze is vernoemd naar Groswater Bay, een baai in centraal-Labrador.
Overblijfselen van dieren die in Groswater-sites worden gevonden, impliceren een afhankelijkheid van zeezoogdieren, met name de zadelrob. Zeevogels, kleine zoogdieren en rendieren werden ook gejaagd. De sites waren gelegen op landtongen en de gereedschappen waren gericht op jacht op zeezoogdieren. Ze tonen een groot vakmanschap in de productie van kleine en fijn bewerkte werktuigen uit been en steen. Men gebruikte gereedschappen van fijn bewerkt hoornsteen, een steensoort die werd gebruikt door de Paleo-Eskimo-volkeren van de Noord-Atlantische Oceaan.
Binnen de Groswatercultuur werd erg vaak zogenaamde "Cow Head-hoornsteen" gebruikt, die enkel in de omgeving van dat West-Newfoundlandse plaatsje voorkomt. Dit gesteente vond zijn weg tot verafgelegen Labradorse sites, wat illustratief is voor de nauwe contacten binnen deze cultuur.
De reden voor de neergang van de Groswatercultuur is niet duidelijk, hoewel historici veranderingen in klimaat en beschikbaarheid van zeedieren voorgesteld hebben, en een geleidelijke verdringing door de Dorsetcultuur.